# أرت فارمر
أرت فارمر (بالإنجليزية: Art Farmer)‏ هو ملحن أمريكي، ولد في 21 أغسطس 1928 في كونسيل بلوفس في الولايات المتحدة، وتوفي في 4 أكتوبر 1999 في نيويورك في الولايات المتحدة.

## وصلات خارجية
- أرت فارمر على موقع IMDb (الإنجليزية)
- أرت فارمر على موقع ميوزك برينز (الإنجليزية)
- أرت فارمر على موقع أول ميوزيك (الإنجليزية)
- أرت فارمر على موقع ديسكوغز (الإنجليزية)
- أرت فارمر على موقع قاعدة بيانات الفيلم (الإنجليزية)
- أرت فارمر على موقع كينوبويسك (الروسية)